# Saison NBA 1956-1957
Navigation
Saison 1955-1956 Saison 1957-1958
La saison NBA 1956-1957 est la 8e saison de la NBA (11e en comptant les trois saisons de BAA). Elle se termine sur la victoire des Celtics de Boston face aux St. Louis Hawks 4 matches à 3.

## Faits notables
- Le NBA All-Star Game est joué à Boston. Les All-Star de l'Est battent les All-Star de l'Ouest 109-97, emmené par le MVP de la rencontre, Bob Cousy des Celtics de Boston.

## Classement final
| Champion de division | Qualifié pour les playoffs | Éliminé des playoffs |

| Division Est             | V  | D  | PCT  | GB |
| ------------------------ | -- | -- | ---- | -- |
| Celtics de Boston        | 44 | 28 | .611 | -  |
| Nationals de Syracuse    | 38 | 34 | .528 | 6  |
| Warriors de Philadelphie | 37 | 35 | .514 | 7  |
| Knicks de New York       | 36 | 36 | .500 | 8  |

| Division Ouest        | V  | D  | PCT  | GB |
| --------------------- | -- | -- | ---- | -- |
| Hawks de Saint-Louis  | 34 | 38 | .472 | -  |
| Lakers de Minneapolis | 34 | 38 | .472 | -  |
| Pistons de Fort Wayne | 34 | 38 | .472 | -  |
| Royals de Rochester   | 31 | 41 | .431 | 3  |

## Leaders de la saison régulière
| Catégorie            | Joueur        | Franchise                | Stat |
| -------------------- | ------------- | ------------------------ | ---- |
| Points par match     | Paul Arizin   | Warriors de Philadelphie | 25.6 |
| Rebonds par match    | Bill Russell  | Celtics de Boston        | 19.6 |
| Assists par match    | Bob Cousy     | Celtics de Boston        | 7.5  |
| % à 2 points         | Neil Johnston | Warriors de Philadelphie | 44.7 |
| % aux lancers francs | Bill Sharman  | Celtics de Boston        | 90.5 |

## Play-Offs
|  | Demi-finales de Division | Demi-finales de Division | Demi-finales de Division |                       |   | Finales de Division | Finales de Division | Finales de Division |  |  | Finales NBA | Finales NBA       | Finales NBA |
|  |                          |                          |                          |                       |   |                     |                     |                     |  |  |             |                   |             |
|  |                          |                          |                          |                       |   |                     |                     |                     |  |  |             |                   |             |
|  |                          | 1                        | Celtics de Boston        | 3                     |   |                     |                     |                     |  |  |             |                   |             |
|  | Division Est             | 1                        | Celtics de Boston        | 3                     |   |                     |                     |                     |  |  |             |                   |             |
|  |                          |                          | 2                        | Nationals de Syracuse | 0 |                     |                     |                     |  |  |             |                   |             |
|  | 2                        | Nationals de Syracuse    | 2                        | Nationals de Syracuse | 0 | 2                   |                     |                     |  |  |             |                   |             |
|  | 2                        | Nationals de Syracuse    |                          |                       |   | 2                   |                     |                     |  |  |             |                   |             |
|  | 3                        | Warriors de Philadelphie | 0                        |                       |   |                     |                     |                     |  |  |             |                   |             |
|  |                          |                          |                          |                       |   |                     |                     |                     |  |  | E1          | Celtics de Boston | 4           |
|  |                          |                          | O1                       | Hawks de Saint-Louis  | 3 |                     |                     |                     |  |  |             |                   |             |
|  |                          |                          |                          |                       |   |                     |                     |                     |  |  |             |                   |             |
|  |                          |                          |                          |                       |   |                     |                     |                     |  |  |             |                   |             |
|  |                          | 1                        | Hawks de Saint-Louis     | 3                     |   |                     |                     |                     |  |  |             |                   |             |
|  | Division Ouest           | 1                        | Hawks de Saint-Louis     | 3                     |   |                     |                     |                     |  |  |             |                   |             |
|  |                          |                          | 2                        | Lakers de Minneapolis | 0 |                     |                     |                     |  |  |             |                   |             |
|  | 2                        | Lakers de Minneapolis    | 2                        | Lakers de Minneapolis | 0 | 2                   |                     |                     |  |  |             |                   |             |
|  | 2                        | Lakers de Minneapolis    |                          |                       |   | 2                   |                     |                     |  |  |             |                   |             |
|  | 3                        | Pistons de Fort Wayne    | 0                        |                       |   |                     |                     |                     |  |  |             |                   |             |

### Demi-finales de Division

#### Eastern Division
- Syracuse Nationals - Warriors de Philadelphie 2-0

#### Western Division
- Minneapolis Lakers - Fort Wayne Pistons 2-0

### Finales de Division

#### Eastern Division
- Celtics de Boston - Syracuse Nationals 3-0

#### Western Division
- St. Louis Hawks - Minneapolis Lakers 3-0

### Finales NBA
- Celtics de Boston - St. Louis Hawks 4-3

## Récompenses individuelles
- NBA Most Valuable Player : Bob Cousy, Celtics de Boston
- NBA Rookie of the Year : Tom Heinsohn, Celtics de Boston

- All-NBA First Team :
  - Paul Arizin, Warriors de Philadelphie
  - Bob Pettit, St. Louis Hawks
  - Bob Cousy, Celtics de Boston
  - Bill Sharman, Celtics de Boston
  - Dolph Schayes, Syracuse Nationals

- All-NBA Second Team :
  - Dick Garmaker, Minneapolis Lakers
  - Maurice Stokes, Rochester Royals
  - Neil Johnston, Warriors de Philadelphie
  - Slater Martin, St. Louis Hawks
  - George Yardley, Fort Wayne Pistons